# 高橋和巳 (精神科医)
高橋和巳（たかはし かずみ、1953年 - ）は、日本の精神科医、医学博士。

## 経歴
栃木県生まれ。慶應義塾大学文学部中退。福島県立医科大学卒業。東京医科歯科大学神経精神科に入局。大学で大脳生理学、脳機能マッピングの研究を行った。東京都立松沢病院に勤務。精神科一般診療、精神科救急、アルコール専門外来を担当。家庭内暴力、拒食症、引きこもりなどの家庭内問題にも関わった。同病院精神科医長を退職後、東京都内でクリニックを開業。カウンセラーの教育としてスーパービジョンも行なっている。

## 著書
- 『人は変われる-「大人のこころ」のターニングポイント』（1992年/2001年、三五館）のちちくま文庫
- 『心地よさの発見 「健康の豊かさ」にもランクがあった』（1993年、三五館）
- 『アーユルヴェーダの知恵-蘇るインド伝承医学』（1995年、講談社）
- 『楽しく生きる-私には「会いたいもう一人の自分」がいる』（1996年、三五館）
- 『心を知る技術』（1997年/2000年、筑摩書房）のち文庫
- 『新しく生きる-今の自分でいい、そのままでいい』（2001年、三五館）
- 『自分を育てる-健康・不健康にはランクがある』（2001年、三五館）
- 『生まれ変わる心 カウンセリングの現場で起こること』（2003年、筑摩書房）
- 『はじめてのカウンセリング心のたんけん6-わたしは「悪い子」？』（2006年、学習研究社）
- 『心をはなれて、人はよみがえる カウンセリングの深遠』（2007年、筑摩書房）
- 『子は親を救うために「心の病」になる』（2010年、筑摩書房、2014年文庫化）
- 『本当のうつ病-頑張り方を変える処方箋』（2011年、佼成出版社）
- 『消えたい-虐待された人の生き方から知る心の幸せ』（2014年、筑摩書房）のち文庫
- 『「母と子」という病』(2016年, ちくま新書)
- 『精神科医が教える聴く技術 』(2019年, ちくま新書)
- 『親は選べないが人生は選べる  』(2022年, ちくま新書)

### 共著
- 『アーユルヴェーダ究極の健康法 あなたも感じる快感体験』上馬場和夫共編著 法研 1996
- 『「病気未満」の心のクリニック ちょっと困った人たちを明るくカウンセリング』高橋由美共著 ダイヤモンド社 1998